# Phillip Margolin
Phillip Margolin (ur. 20 kwietnia 1944 w Nowym Jorku) – amerykański pisarz, autor thrillerów prawniczych. Obecnie mieszka w Portland w stanie Oregon.

## Książki

### Cykl Amanda Jaffe
1. Dzika sprawiedliwość (Wild Justice, 2000)
2. Nierozerwalne więzy (Ties That Bind, 2003)
3. Dowody zbrodni (Proof Positive, 2006)
4. Zbieg (Fugitive, 2009)
5. Violent Crimes (2016) (brak wydania polskiego)

### Cykl Brad Miller & Dana Cutler
1. Z polecenia prezydenta? (Executive Privilege, 2008)
2. Sędzia (Supreme Justice, 2010)
3. Morderstwo na Kapitolu (Capitol Murder, 2012)
4. Sleight of Hand (2013) (brak wydania polskiego)

Cykl Robin Lockwood
1. The Third Victim (2018) (brak wydania polskiego)
2. The Perfect Alibi (2019) (brak wydania polskiego)
3. A Reasonable Doubt (2020) (brak wydania polskiego)

### Pozostałe
- Heartstone (1978) (brak wydania polskiego)
- The Last Innocent Man (1981) (brak wydania polskiego)
- Nie zapomnisz mnie (Gone, but Not Forgotten, 1993)
- Po zmroku (After Dark, 1995)
- Stan oskarżenia (The Burning Man, 1996)
- Smokescreen (wydana jedynie po holendersku jako Rookgordijn, 1997)
- Przypadek sędziego Quinna (The Undertaker's Widow, 1998)
- Adwokat (The Associate, 2002)
- Śpiąca Królewna (Sleeping Beauty, 2004)
- Zagubiona tożsamość (Lost Lake, 2005)
- Vanishing Acts (2011) (wraz z córką, Ami Margolin Rome) (brak wydania polskiego)
- Worthy Brown's Daughter (2014) (brak wydania polskiego)
- Woman With a Gun (2014) (brak wydania polskiego)

### Opowiadania
- The Girl in the Yellow Bikini (Mike Shayne Mystery Magazine, 1974) (brak wydania polskiego)
- Angie's Delight (Murder For Revenge, 1998) (brak wydania polskiego)
- Więzienny adwokat (Oblicza sprawiedliwości, 1998)
- Dom na Sosnowym Zboczu (Najlepsze amerykańskie opowiadania kryminalne 2010, 2010)
- Zakrwawiona żółta koszulka (Anatomia niewinności. Świadectwa niesłusznie skazanych, 2017)